# August Gottfried Ritter
August Gottfried Ritter   (Erfurt, 25 d'agost de 1811 - Magdeburg, 26 d'agost de 1885) fou un organista i compositor alemany.
Estudià amb diversos professors com (Louis Berger, A. W. Bach, Hummel, Fischer) i el 1837 fou nomenat organista i mestre de capella a Erfurt, el 1844 organista de la catedral de Merseburg i el 1847 organista de la de Magdeburg. Entre els seus alumnes tingué l'alsacià Edward Dannreuther, i l'anglès William Rea, i els alemanys Otto Reubke, Carl Martin Reinthaler i Rudolph Palme.
Improvisador de primer ordre, deu principalment la seva fama al tractat Die Kunst des Orgelspiels (8a. edició Leipzig, 1877). Se li deu a més, Handbuch der Harmonielhre (1860); Zur Geschichte des Orgelspiels im XIV-XVIII Jahr., obra particularment ben documentada, pel que es refereix al període antic (1880).
Entre les seves diverses composicions figuren quatre grans sonates per a orgue, preludis per a corals, fugues i variacions per a orgue, una simfonia, un concert i diverses sonates per a piano, un quartet per a instruments d'arc, cors per a veus mixtes i d'homes, lieder, etc. col·laborà en les obres Orgelfreund i Orgelarchie, i dirigí la revista Urania.